# Cradle 2 the Grave
Cradle 2 the Grave är en amerikansk actionfilm från 2003 med Jet Li, DMX, Anthony Anderson och Kelly Hu i rollerna.

## Handling
Tony Fait (DMX) är ledare för ett gäng professionella juveltjuvar som precis kommit över ett parti svarta diamanter i en snillrik kupp. Den kriminella gruppens glädje över den lyckade stöten blir dock kortvarig när Tonys dotter blir kidnappad av en rivaliserande liga som kräver de sällsynta ädelstenarna i lösesumma.

## Om filmen
Cradle 2 the Grave regisserades av Andrzej Bartkowiak.

## Rollista
| Jet Li           | – Su               |
| DMX              | – Anthony Fait     |
| Anthony Anderson | – Tommy            |
| Kelly Hu         | – Sona             |
| Tom Arnold       | – Archie           |
| Mark Dacascos    | – Yao Ling         |
| Gabrielle Union  | – Daria            |
| Michael Jace     | – Odion            |
| Drag-On          | – Miles            |
| Paige Hurd       | – Vanessa          |
| Paolo Seganti    | – Christophe       |
| Richard Trapp    | – Douglas          |
| Martin Klebba    | – matchutropare    |
| Daniel Dae Kim   | – besökande expert |